# Liste bekannter Etruskologen
In dieser Liste werden Etruskologen gesammelt, die für dieses Fach habilitiert wurden, als Autoren relevant sind oder andere bedeutende Beiträge zur Etruskologie geleistet haben. Etruskologen sind zum Teil Archäologen, zum Teil Philologen oder selten Historiker. Verbindungen gibt es zur Alten Geschichte, Altphilologie, Klassischen Archäologie, zur Ur- und Frühgeschichte, zur Indogermanistik und auch zur Epigraphik.

## A
- Luciano Agostiniani (Italiener, 1939–2022)
- Luciana Aigner-Foresti (Italienerin, in Österreich tätig, * 1936)
- Petra Amann (Österreicherin, * 1968)

## B
- Luisa Banti (Italienerin, 1894–1978)
- Ranuccio Bianchi Bandinelli, (Italiener, 1900–1975)
- Raymond Bloch (Franzose, 1914–1997)
- Martin Bentz (Deutscher, * 1961)
- Maria Cristina Biella (Italienerin, * 1974)
- Horst Blanck (Deutscher, 1936–2010)
- Giuliano Bonfante (Italiener, 1904–2005)
- Larissa Bonfante (Italienerin, 1931–2019)
- Otto J. Brendel (Deutsch-US-Amerikaner, 1901–1973)
- Dominique Briquel (Franzose, * 1946)
- Friederike Bubenheimer-Erhart (Deutsche, * 1966)

## C
- Giovannangelo Camporeale (Italiener, 1933–2017)
- Giovanni Colonna (Italiener, * 1934)
- Wilhelm Paul Corssen (Deutscher, 1820–1875)
- Søren Peter Cortsen (Däne, 1878–1943)
- Mauro Cristofani (Italiener, 1941–1997)

## D
- Olof August Danielsson (Schwede, 1852–1933)
- Wilhelm Deecke (Deutscher, 1831–1897)
- Thomas Dempster (Schotte, 1579–1625)
- George Dennis (Brite, 1814–1898)
- Carlo De Simone (Italiener, 1932–2023)
- Tobias Dohrn (Deutscher, 1910–1990)
- Pericle Ducati (Italiener, 1880–1944)

## E
- Ragna Enking (Deutsche, 1898–1975)

## F
- Isidoro Falchi (Italiener, 1838–1914)
- Eva Fiesel (Deutsche, 1891–1937)
- Paul Fontaine (Belgier, * 1954)

## G
- Antonio Francesco Gori (Italiener, 1691–1757)
- Nancy Thomson de Grummond (US-Amerikanerin, * 1940)
- Michel Gras (Franzose, * 1945)

## H
- Sybille Haynes (Deutsch-Britin, * 1926)
- Gustav Herbig (Deutscher, 1868–1925)
- Reinhard Herbig (Deutscher, 1898–1961)
- Jacques Heurgon (Franzose, 1903–1995)

## K
- Gustav Körte (Deutscher, 1852–1917)
- Ingrid Krauskopf (Deutsche, * 1944)

## L
- Roger Lambrechts (Belgier, 1927–2005)
- Luigi Lanzi (Italiener, 1732–1810)
- Clelia Laviosa (Italienerin, 1928–1999)

## M
- Adriano Maggiani (Italiener, 1943–2025)
- Guido Achille Mansuelli (Italiener, 1916–2001)
- Jewgeni Mawlejew (Russe, 1947/48–1997)
- Franz Messerschmidt (Deutscher, 1902–1945)
- Alessandro Morandi (Italiener, 20. Jahrhundert)
- Mario Moretti (Italiener, 1912–2002)
- Hans Mühlestein (Schweizer, 1887–1969)
- Karl Otfried Müller (Deutscher, 1797–1840)
- Lammert Bouke van der Meer (Niederländer, * 1945)

## N
- Alessandro Naso (Italiener, * 1960)
- Adolphe Noël des Vergers (Franzose, 1805–1867)

## O
- Karl Olzscha (Deutscher, 1898–1970)

## P
- Massimo Pallottino (Italiener, 1909–1995)
- Giovanni Battista Passeri (Italiener, 1694–1780)
- Carl Pauli (Deutscher, 1839–1901)
- Ambros Josef Pfiffig (Österreicher, 1910–1998)
- Massimo Pittau (Italiener, 1921–2019)
- Friedhelm Prayon (Deutscher, * 1941)

## R
- Christoph Reusser (Schweizer, * 1957)
- Emeline Hill Richardson (US-Amerikanerin, 1910–1999)
- Poul Jørgen Riis (Däne, 1910–2008)
- Helmut Rix (Deutscher, 1926–2004)
- Franz de Ruyt (Belgier, 1907–1992)

## S
- Peter Siewert (Deutscher, * 1940)
- Erika Simon (Deutsche, 1927–2019)
- Friedrich Slotty (Deutscher, 1881–1963)
- Christopher Smith (Brite, * 1965)
- Maja Sprenger (Deutsche, 1944–1976)
- Stephan Steingräber (Deutscher, * 1951)
- Hans Lorenz Stoltenberg (Deutscher, 1888–1963)
- Ernst Strnad (Sudetenland, 1928–2011)

## T
- Carl Olof Thulin (Schwede, 1871–1921)
- Alf Torp (Norweger, 1853–1916)
- Mario Torelli (Italiener, 1937–2020)

## V
- Emil Vetter (Österreicher, 1878–1963)
- Friedrich-Wilhelm von Hase (Deutscher, * 1937)
- Otto Wilhelm von Vacano (Deutscher, 1910–1997)

## W
- Cornelia Weber-Lehmann (Deutsche)
- Fritz Weege (Deutscher, 1880–1945)
- Frederik Christiaan Woudhuizen (Niederländer, 1959–2021)